# DaniLeigh

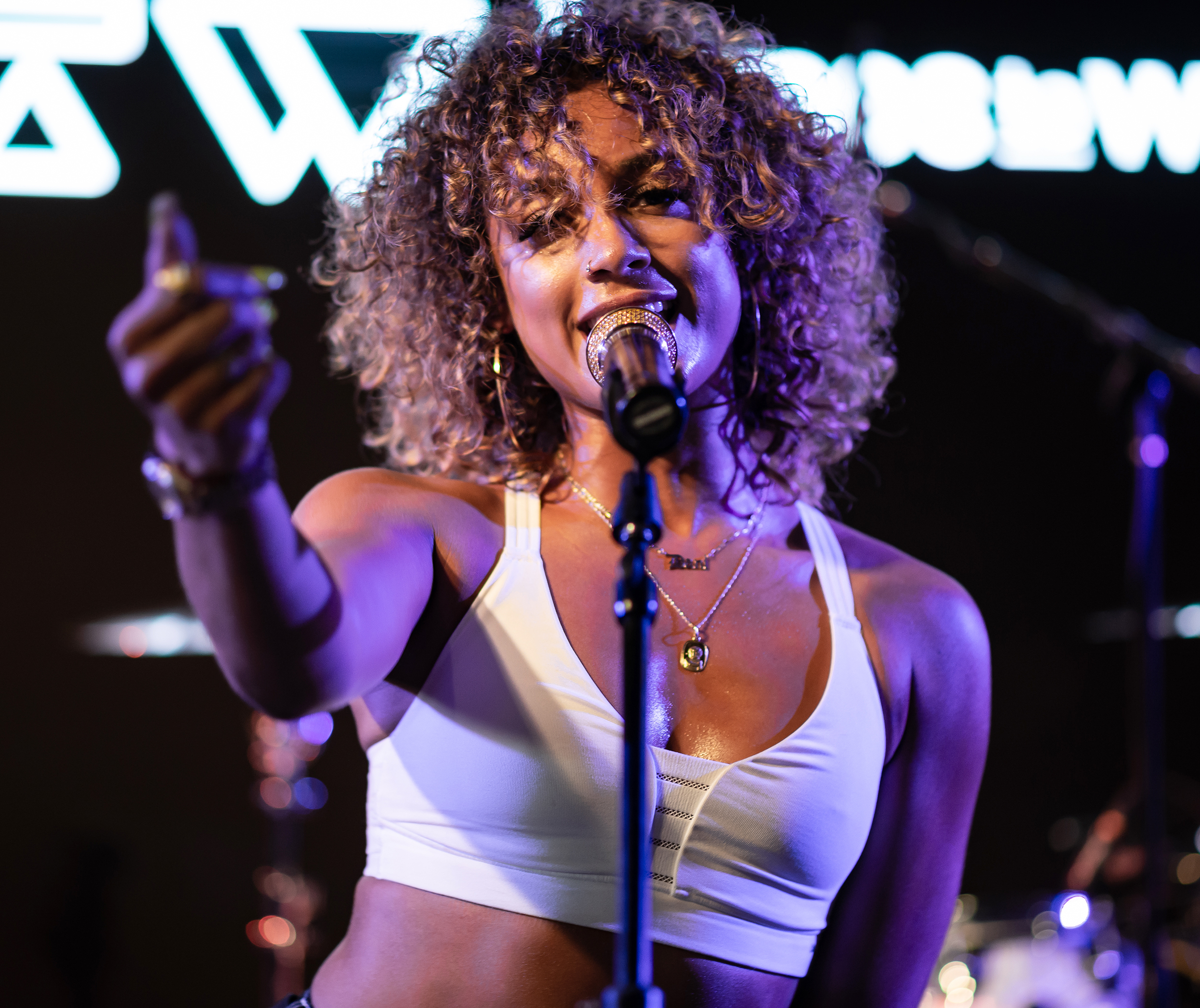
DaniLeigh (2018)

DaniLeigh (* 20. Dezember 1994 als Danielle Leigh Curiel in Miami, Florida) ist eine US-amerikanische Sängerin, Tänzerin und Choreographin. Zusammen mit ihrer Schwester Charli Curiel gründete sie das Hip-Hop-Duo Curly Fryz.

## Leben
Danielle Curiel kam in Miami als Kind von Eltern aus der Dominikanischen Republik zur Welt. Mit 12 Jahren begann sie mit dem Tanzen, mit 14 kam das Singen hinzu. Mit 16 Jahren zog sie nach Los Angeles, wo sie sich als Tänzerin betätigte. Wenig später eröffnete sie ihren YouTube-Kanal, wo sie erste Coversongs postete. 2013 wurde sie von Prince beauftragt, ein Musikvideo zu seinem Song Breakfast Can Wait aus dem Album Art Official Age zu drehen, bei dem sie letztlich auch selbst auftrat. Zudem wirkt sie mit ihrer Schwester Charli Curiel als Duo Curly Fryz auf seinem Album Hitnrun Phase One (2015) mit.
Seit 2017 veröffentlicht Danielle Curiel eigene Tracks unter dem Label Def Jam Recordings. Bekannte Tracks sind Lil Bebe mit Lil Baby (2018) oder Easy (Remix) mit Chris Brown (2019). Für ihre Choreographie bei DaBabys Musikvideo zu Bop wurde sie für 2020 für einen MTV Video Music Award nominiert.
Im Mai 2023 wurde Danielle Curiel nach einem von ihr verursachtem Unfall festgenommen, bei dem sie einen Teenager auf einem Scooter angefahren hatte und sich von der Unfallstelle entfernte. Als die Polizei sie kurz darauf anhielt, gab ein praktischer Test Grund zur Annahme, dass Danielle Curiel unter Alkoholeinfluss stand, was sich durch einen Bluttest bestätigte. Der Jugendliche erlitt durch den Unfall einen Nierenriss und einen Wirbelbruch. Vor Gericht wurde Curiel u. a. Fahren unter Alkoholeinfluss und Fahrerflucht nach einem Unfall mit einem Schwerverletzten schuldig gesprochen und zu einer Bewährungsstrafe von fünf Jahren verurteilt.

## Diskografie (Auswahl)

### Singles
- 2015: D.O.S.E
- 2017: Im My Feelings (mit Kap G)
- 2018: Lil Bebe (US: Platin)
- 2018: Lil Bebe (Remix) (mit Lil Baby)
- 2019: Easy (Remix) (feat. Chris Brown, UK: Silber)
- 2020: Levi High (mit DaBaby)

## Auszeichnungen für Musikverkäufe
| Platin-Schallplatte - Brasilien - 2024: für das Lied Easy - Kanada - 2023: für das Lied Easy | 2× Platin-Schallplatte - Neuseeland - 2023: für das Lied Easy |

Anmerkung: Auszeichnungen in Ländern aus den Charttabellen bzw. Chartboxen sind in ebendiesen zu finden.
| Land/RegionAuszeichnungen für Musikverkäufe (Land/Region, Auszeichnungen, Verkäufe, Quellen) | Silber  | Gold | Platin     | Verkäufe  | Quellen             |
| -------------------------------------------------------------------------------------------- | ------- | ---- | ---------- | --------- | ------------------- |
| Brasilien (PMB)                                                                              | —       | —    | Platin1    | 40.000    | pro-musicabr.org.br |
| Kanada (MC)                                                                                  | —       | —    | Platin1    | 80.000    | musiccanada.com     |
| Neuseeland (RMNZ)                                                                            | —       | —    | 2× Platin2 | 60.000    | radioscope.co.nz    |
| Vereinigte Staaten (RIAA)                                                                    | —       | —    | 5× Platin5 | 5.000.000 | riaa.com            |
| Vereinigtes Königreich (BPI)                                                                 | Silber1 | —    | —          | 200.000   | bpi.co.uk           |
| Insgesamt                                                                                    | Silber1 | —    | 9× Platin9 |           |                     |